# Xã Melville, Quận Renville, Minnesota
Xã Melville (tiếng Anh: Melville Township) là một xã thuộc quận Renville, tiểu bang Minnesota, Hoa Kỳ. Năm 2010, dân số của xã này là 225 người.